# Taquarussu
Taquarussu é um município brasileiro da região Centro-Oeste, situado no estado de Mato Grosso do Sul.

## História
No final da década de 50, atraídos pelas terras férteis, pioneiros de diversas etnias como nordestinos, paulistas e paranaenses chegaram em busca de melhores oportunidades de vida. A existência de grande número de propriedades rurais com pequenas demarcações, na região, levaram seus moradores a erguer um povoado. Benedito Machado, Manoel Antônio Marciano Cordeiro,Agenor Francisco dos Anjos, Miguel Araújo, lotearam suas propriedades para a implantação do novo povoado. Com a colaboração de Valero Nunes de Souza que elaborou a planta da nova comunidade. Em 1963, Antônio Rodrigues, estabeleceu a primeira casa comercial.
Distrito criado com a denominação de Taquarussu, pela Lei Estadual nº 3708, de 24 de maio de 1976, subordinado ao município de Batayporã. Em 1977 a região passa a fazer parte do atual estado de Mato Grosso do Sul. Foi elevado à categoria município com a denominação de Taquarussu, pela Lei Estadual nº 77, de 12 de maio de 1980, desmembrado do município de Batayporã e instalado em 16 de junho de 1981.

## Topônimo
Taquarussu tem o seu nome em decorrência da existência de grande quantidade de bambus ou taquaras, mais conhecidos como taboca ou Taquarussu, planta da família das gramíneas, que ainda subsistem nas matas e mais especificadamente nos lugares denominados Iguaçu e Machado, onde se instalaram os primeiros moradores deste município.

## Geografia

### Localização
O município de  está situado no sul da região Centro-Oeste do Brasil, no Leste de Mato Grosso do Sul (Microrregião de Nova Andradina). Localiza-se a uma latitude 22º29'16" sul e a uma longitude 53º21'05" oeste. Distâncias:
- 28 km de Nova Andradina - MS
- 333 km da capital estadual (Campo Grande)
- 1 160 km da capital federal (Brasília).

### Geografia física
Solo
Há predominância de Luvissolos de textura arenosa/média e média/argilosa, além de solos Hidromórficos como Planossolos, Neossolos geralmente predominando baixa fertilidade natural, associada ou não à elevada acidez. Pequenas manchas de Latossolo Vermelho-Escuro.
Relevo e altitude
Está a uma altitude de 276 m. O município de Taquarussu encontra-se na Região dos Planaltos Arenítico-Basálticos Interiores, com as Unidades Geomorfológicas: Vale do Paraná e Superfície Rampeada de Nova Andradina.
Apresenta relevos  elaborados pela ação fluvial e áreas planas  resultantes de acumulação fluvial sujeita a inundações periódicas.
Clima, temperatura e pluviosidade
Está sob influência do clima tropical (AW). O clima predominante é o Úmido a Sub-Úmido, com índices efetivos de umidade com valores anuais variando de 20 a 40%. A precipitação pluviométrica varia entre 1.500 a 1.750mm anuais, excedente hídrico anual de 800 a 1.200mm durante cinco a seis meses e deficiência hídrica de 350 a 500mm durante quatro meses.
Hidrografia
Está sob influência da Bacia do Rio da Prata. Rios do município:
- Rio Baía: afluente pela margem direita do rio Paraná, nos  municípios de Bataiporã e Taquaruçu; corre paralelo à margem direita do rio Paraná. Em seu alto curso, era a continuidade do rio Três Barras. O rio Baía foi alagado pela barragem da Usina Hidrelétrica Engenheiro Sérgio Motta, também conhecida por Usina de Porto Primavera.
- Rio Ivinhema: afluente pela margem direita do rio Paraná e limite entre os municípios de Taquarussu/Ivinhema, Taquarussu/Novo Horizonte do Sul e Taquarussu/Jateí. Com a extensão de 200 km, era totalmente navegável (hoje só pouco mais de 100 km). É formado pela confluência dos rios Brilhante e Dourados.
- Rio Paraná: formado pela confluência dos rios Paranaíba (nasce em Goiás) e o Grande (cujas cabeceiras ficam na serra da Mantiqueira, em Minas Gerais), a uns 10 km a nordeste da cidade de Aparecida do Taboado; daí até o ponto extremo de Mato Grosso do Sul faz divisa entre este Estado (município de Taquarussu) e o Estado do Paraná. É o principal rio da bacia do mesmo nome.

Vegetação
Se localiza na região de influência do Cerrado.A cobertura vegetal predominante é a pastagem plantada. As fitofisionomias de vegetação nativa compreendem: Floresta Estacional e escraves de Cerrado com Floresta, com destaque para as Várzeas, Florestas Aluviais e extensas áreas de Veredas com predomínio da palmeira Mauritia flexuosa, o popular Buriti.

### Geografia política
Fuso horário
Está a -1 hora com relação a Brasília e -4 com relação a Meridiano de Greenwich (Tempo Universal Coordenado)
Área
Ocupa uma superfície de de 1 041,121 km².
Subdivisões
Taquarussu (sede), abrangendo ainda sete comunidades rurais
Arredores
Batayporã, Nova Andradina, Novo Horizonte do Sul, Jateí, Naviraí, estado do Paraná

## Política
É empossado Prefeito Adelmo Pontes. Em 1982 as primeiras eleições, eleito Prefeito Jesus Ferreira Neves. Em 1988 o eleito foi Francisco Modesto. Em 1992 Edson Guagliano. Em 1996, João Clóvis Crivelli reeleito em 2000. Em 2004 Genivaldo Medeiros dos Santos é eleito pelo PTB tendo como Vice Edson Cardoso de Sá. Nas eleições 2008, o Prefeito Genivaldo, foi derrotado pela ex esposa do ex prefeito João Clovis Crivelli, Verônica Ferreira Lima que ficou popularmente conhecida como "Mãe Vera", por uma diferença de 241 votos, que a partir de 1º de Janeiro de 2009, é a primeira mulher a assumir o executivo municipal, tendo como vice Claudinet Vicente Crivelli, o Dino. Em 2012, foi eleito Prefeito Roberto Tavares Almeida, o Roberto Nem. Após uma longa caminhada de tentativas à eleição (por 4 vezes consecutivas), Roberto Nem foi eleito sendo candidato único.

## Demografia
Sua população estimada em 2011 é de 3.520 habitantes.

## Comunicação
Taquarussu, conta com uma emissora radio comunitária fm, Flor do Vale FM, três operadoras de internet via rádio e cobertura de telefonia celular operadora VIVO com sinal 4G, Portal de Noticia Jornal Informativo Cidade e Taquarussu News. O município conta com retransmissão analógica de dois canais a seus munícipes. Rede Globo (TV Morena) canal 10 e SBT (TV Campo Grande) canal 12.

## Conservação da biodiversidade

### Parque Estadual das Várzeas do Rio Ivinhema
O Parque Estadual das Várzeas do Rio Ivinhema foi criado como medida compensatória da Usina Hidrelétrica Engenheiro Sérgio Motta/CESP. Foi criado em 17 de dezembro de 1998 com objetivo de preservar os últimos remanescentes de ambiente de várzea livres de represamento, na bacia do Rio Paraná, e possui mais de 73 mil hectares de extensão, perfazendo uma área de 6.161,80 km², abrangendo além de Taquarussu os municípios de Jateí e Naviraí.
Os varjões do Parque do Ivinhema compreendem o último trecho livre, sem represamento, do Rio Paraná. É uma área de inundações periódicas, protegendo refúgios de espécies animais e vegetais do cerrado e da floresta estacional.

### Área de Proteção Ambiental das Ilhas e Várzeas do Rio Paraná
A Área de Proteção Ambiental das Ilhas e Várzeas do Rio Paraná, está localizada nas regiões sul, sudeste e centro-oeste do país; nos estados do Paraná, São Paulo e Mato Grosso do Sul, e sua área total é de 1.003.059 ha. O município de Taqaurussu é o único que está totalmente inserido dentro da área desta unidade ocupando 105.487,796 ha.
Esta unidade foi criada para proteger a fauna e flora, especialmente as espécies ameaçadas de extinção, tais como: o cervo-do-pantanal, o bugio, a lontra, a anta, a jaguatirica e a onça-pintada; garantir a proteção dos sítios históricos e arqueológicos.

### Estação Ecológica Municipal Veredas de Taquarussu
Com 3.065 hectares, a Estação Ecológica Municipal Veredas de Taquarussu fica em uma das áreas naturais mais importantes da APA das Ilhas e Várzeas do Rio Paraná, região de tensão ecológica onde há ecossistemas de Cerrado, Mata Atlântica e Pantanal. A Estação Ecológica (Esec) é uma categoria de unidade de conservação de proteção integral e tem regras mais rígidas de uso do que as áreas de proteção ambiental. Foi criada pelo Decreto Municipal nº 038/2017 de 24 de Março de 2017 e tem como principal objetivo proteger de forma integral áreas de várzeas e os últimos remanescentes de veredas da região. O decreto de criação da estação ecológica, foi publicado durante a Semana do Meio Ambiente e reforçou a conservação da APA das Ilhas e Várzeas do Rio Paraná. Todo o processo de criação ocorreu em parceria com o Instituto Chico Mendes de Conservação da Biodiversidade (ICMBio) que deu significativa contribuição para a criação da Esec Municipal Veredas de Taquarussu. A estação ecológica está localizada no interior da Área de Proteção Ambiental (APA) das Ilhas e Várzeas do Rio Paraná, gerida pelo ICMBio entre os estados do Paraná e Mato Grosso do Sul. A Esec Veredas de Taquarussu é gerenciada pela Secretaria Municipal de Meio Ambiente de Taquarussu.

#### Operação Veredas
O alerta para a proteção do patrimônio natural de Taquarussu teve início denúncias, junto ao Conselho Gestor da APA Ilhas e Várzeas do Rio Paraná, de destruição sistemática de extensas áreas de veredas em Taquarussu. Após moção do conselho em favor da proteção do local, a equipe local do Instituto Chico Mendes de Conservação da Biodiversidade, em operação conjunta com Ibama, Polícia Militar Ambiental e Prefeitura Municipal, deflagrou a Operação Veredas, retirando 3.000 cabeças de áreas de preservação permanente e de reserva legal . A estação ecológica municipal foi criada sobre o polígono das áreas que foram embargadas na operação realizada em 2016.
O processo de criação da Esec Veredas de Taquarussu se deu sob grande tensão e forte pressão dos poderes locais, especialmente os pecuaristas multados pelo ICMBio e produtores do setor sucroalcooleiro. Houve inclusive tentativas de interferência política pela descriação da unidade de conservação. Em 2017 houve um grande debate entre o biólogo e chefe do ICMBio na ocasião Erick Xavier, vereadores locais e produtores rurais, resultando em vitória para a manutenção da estação ecológica e para conservação da biodiversidade.
Após a Operação Veredas foram feitos estudos no local confirmando a importância da região e daí surgiu a ideia de se criar a Estação Ecológica Municipal Veredas de Taquarussu. Houve o apoio da equipe da ICMBio para a elaboração do projeto técnico para sua criação, além da orientação da Universidade Estadual do Mato Grosso do Sul e do Ministério Público Federal e do Instituto de Meio Ambiente de Mato Grosso do Sul para que o processo fosse construído com amparo técnico, científico e legal.  A área recebeu também uma visita técnica de pesquisadores da Universidade de Ilinois (EUA), que trabalham com recuperação de áreas úmidas. A estação ecológica municipal foi a décima unidade de conservação pública criada no interior da APA das Ilhas e Várzeas do Rio Paraná. De acordo com o biólogo e chefe do ICMBio na época, que também comandou a Operação Veredas Erick Xavier, com a retirada do gado clandestino e suspensão dos impactos ambientais a área iniciou um por um processo natural de regeneração, e assim destacou ao retornar à área um ano depois: “Dá muita satisfação voltar ao local e observar o restabelecimento das áreas úmidas, da vegetação, da fauna local e saber que nossa ação teve sucesso, foi reconhecida e tem trazido resultados positivos para a comunidade local. É mais uma área a compor nosso mosaico de conservação e a nossa rede de parcerias”.

#### Benefícios socioeconômicos
De acordo com o Decreto Municipal que criou a Estação Ecológica Veredas de Taquarussu, 30% da arrecadação do ICMS Ecológico deve ser destinada à gestão da área protegida, enquanto todo o restante pode ser revertido em saúde, educação, infraestrutura e serviços aos cidadãos do município de Taquarussu. Além dos benefícios diretos com o aumento da arrecadação, a expectativa é que com a criação da unidade de conservação, Taquarussu venha a se tornar destino para turistas e pesquisadores em busca de conhecer e desfrutar das riquezas do município, gerando emprego e renda. O município paranaense vizinho, Porto Rico, inseriu Taquarussu em seu planejamento de desenvolvimento turístico regional.